# Pietro Marsetti
Pietro Raúl Marsetti (Ibarra, 21 november 1964) is een voormalig profvoetballer uit Ecuador, die speelde als middenvelder gedurende zijn carrière.

## Clubcarrière
Marsetti speelde achtereenvolgens voor CD Universidad Católica, LDU Quito en Deportivo Quito. Hij won de Ecuadoraanse landstitel met LDU Quitoin 1990.

## Interlandcarrière
Marsetti speelde 25 interlands voor Ecuador, en scoorde drie keer voor de nationale ploeg in de periode 1987-1989. Onder leiding van de Uruguayaanse bondscoach Luis Grimaldi maakte hij zijn debuut op 5 maart 1987 in de vriendschappelijke uitwedstrijd tegen Cuba (0-0) in Havana, net als Kléber Fajardo, Freddy Bravo en Raúl Avilés. Hij nam met zijn vaderland tweemaal deel aan de strijd om de Copa América: 1987 en 1989.

## Erelijst
LDU Quito
- Campeonato Ecuatoriano

1990